# Meliola diospyri
Meliola diospyri är en svampart som beskrevs av Syd. & P. Syd. 1911. Meliola diospyri ingår i släktet Meliola och familjen Meliolaceae.   Inga underarter finns listade i Catalogue of Life.